# Scrupocellaria macropora
Scrupocellaria macropora är en mossdjursart som beskrevs av Osburn 1950. Scrupocellaria macropora ingår i släktet Scrupocellaria och familjen Candidae. Inga underarter finns listade i Catalogue of Life.